# 28. století př. n. l.

## Události
- 2775–2650 př. n. l. – Války druhé dynastie v Egyptě.
- 2750 př. n. l. – Konec Raně dynastického období I, a začátek Raně dynastického období II v Mezopotámii.
- 2750 př. n. l. – Sumer se rozpadl na konkurující si městské státy, každý se svým kultovním centrem.
- 2750 př. n. l. – Gilgameš, sumerský vládce Uruku, dosáhl nezávislosti na Kiši a dal postavit vysoké hradby kolem Uruku.

## Významné osobnosti
- Fu Hsi, legendární vládce Číny (obvykle datován: 2852–2738 př. n. l.)